# Survivor Series: WarGames (2024)
Survivor Series: WarGames (2024) foi um evento de luta livre profissional produzido pela promoção americana WWE. Foi o 38º Survivor Series anual, o terceiro anual especificamente como "WarGames", e aconteceu no sábado, em 30 de novembro de 2024, na Rogers Arena em Vancouver, Colúmbia Britânica, Canadá. O evento foi transmitido via pay-per-view (PPV) e transmissão ao vivo e contou com lutadores das marcas Raw e SmackDown. O evento foi feito em torno da luta WarGames, uma luta steel cage em equipes onde a jaula sem teto envolve dois ringues colocados lado a lado.
Este foi o terceiro Survivor Series a acontecer no Canadá, depois de 1997 e 2016, mas o primeiro a ser realizado em Vancouver. Foi, portanto, o primeiro evento pay-per-view da WWE em Vancouver desde o Rock Bottom: In Your House em 1998, que foi realizado no mesmo local quando ainda era conhecido como General Motors Place. Este também foi o último evento pay-per-view e de transmissão ao vivo do plantel principal da WWE a ser transmitido no WWE Network nos mercados internacionais e no Binge na Austrália, já que seu conteúdo será transferido para a Netflix em janeiro de 2025.
Cinco lutas foram disputadas no evento, incluindo duas lutas WarGames. No evento principal, que foi a luta WarGames masculina e a principal do SmackDown, mas com envolvimento de lutadores do Raw, Roman Reigns, The Usos (Jey Uso e Jimmy Uso), Sami Zayn e CM Punk derrotaram The Bloodline (Solo Sikoa, Jacob Fatu, Tama Tonga e Tonga Loa) e Bronson Reed. Já na luta WarGames feminina, que foi a luta de abertura e a principal do Raw, mas com envolvimento de lutadores do SmackDown, Rhea Ripley, Bianca Belair, Naomi, Iyo Sky e Bayley derrotaram The Judgment Day (Liv Morgan e Raquel Rodriguez), Nia Jax, Tiffany Stratton e Candice LeRae.

## Produção

### Introdução
Survivor Series é um evento de luta profissional anual produzido todo mês de novembro pela WWE desde 1987. O segundo mais antigo evento pay-per-view (PPV) da história (atrás da WrestleMania da WWE), é um dos cinco maiores eventos da promoção do ano, junto com WrestleMania, SummerSlam, Royal Rumble  e Money in the Bank, referidos como os "Big Five". O evento era anteriormente caracterizado por ter a tradicional luta Survivor Series, que é uma luta de eliminação, normalmente envolvendo quatro ou cinco lutadores uns contra os outros. Em 2022, o evento foi rebatizado como "Survivor Series: WarGames" e em vez de lutas Survivor Series, o evento anual passou a ser baseado na luta WarGames, uma espécie de combate em jaulas de aço, onde as equipes se enfrentam em uma jaula sem teto que envolve dois ringues colocados lado a lado. A marca de desenvolvimento da WWE, NXT, realizou anteriormente eventos anuais sobre esta temática de 2017 a 2021, antes da luta se tornar parte do Survivor Series.

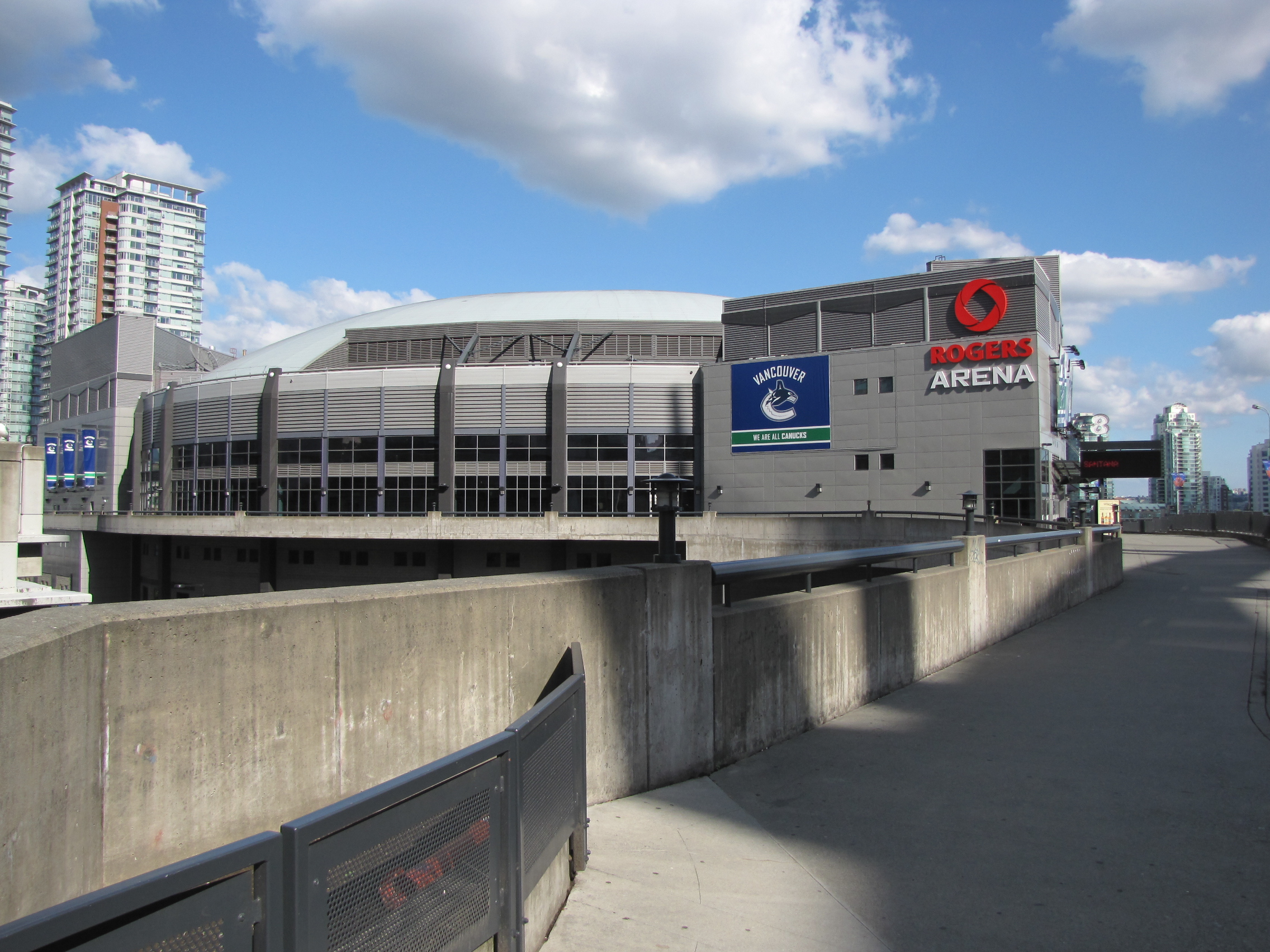
O evento foi realizado na Rogers Arena em Vancouver, Colúmbia Britânica, Canadá, que foi o primeiro evento pay-per-view da WWE na cidade em 26 anos.

Em 1º de agosto de 2024, o diretor de conteúdo da WWE, Paul "Triple H" Levesque, anunciou que o 38º Survivor Series anual, e o terceiro anual como WarGames, seria realizado no sábado, em 30 de novembro de 2024, na Rogers Arena em Vancouver, Colúmbia Britânica, Canadá, e teria lutadores das divisões de marcas Raw e SmackDown. Este foi o terceiro Survivor Series a acontecer no Canadá, depois de 1997 e 2016, mas o primeiro a ser realizado em Vancouver. Foi assim o primeiro evento pay-per-view na cidade desde o Rock Bottom: In Your House em 1998, que foi realizado no mesmo local quando ainda era conhecido como General Motors Place.

### Meios de transmissão
O Survivor Series: WarGames foi transmitido ao vivo no formato tradicional de pay-per-view em todo o mundo e também esteve disponível para transmissão ao vivo no Peacock nos Estados Unidos, Disney+ Hotstar na Indonésia, Disney+ nas Filipinas, Binge na Austrália, Abema no Japão, SonyLIV na Índia e no WWE Network na maioria dos mercados internacionais — incluindo a versão canadense que é distribuída pelo patrocinador do local Rogers Communications. Este foi, portanto, o último Survivor Series e o último evento principal da WWE no formato PPV e de transmissão ao vivo a ser exibido no WWE Network, já que o conteúdo será transferido para a Netflix nos mercados internacionais em janeiro de 2025.

### Histórias
O evento incluiu lutas que resultaram de histórias com script, onde os lutadores retrataram heróis, vilões ou personagens menos distinguíveis em eventos com script que criaram tensão e culminaram em uma luta ou série de lutas, com resultados predeterminados pelos escritores da WWE nas marcas do Raw e SmackDown, enquanto as histórias foram desenvolvidas nos programas de televisão semanais da WWE, Monday Night Raw e Friday Night SmackDown.
No Crown Jewel, Roman Reigns e The Usos (Jey Uso e Jimmy Uso) concordaram em se reunir para enfrentar a nova versão da Bloodline (Solo Sikoa, Jacob Fatu e Tama Tonga), mas não conseguiram vencer devido à interferência de Tonga Loa, com Sikoa fazendo o pin em Reigns. Após a luta, a Bloodline atacou Reigns e The Usos até que o antigo aliado dos Usos, Sami Zayn, apareceu, mas durante a briga, Zayn acabou acertando Reigns com um chute acidental. No Raw seguinte, Zayn foi confrontado pelos Usos, com Jimmy alegando que Zayn havia chutado Reigns de propósito. Jey então pediu para que Zayn aparecesse no SmackDown daquela semana para esclarecer a situação com Reigns. No SmackDown, Zayn apareceu e disse que se sentia bem por estar com Reigns e The Usos novamente, mas que só se reuniria com eles se Reigns se desculpasse com Jey pelo tratamento que lhe deu no passado. No entanto, Reigns se recusou. Mais tarde naquela noite, Reigns confrontou Sikoa e a Bloodline, com Sikoa desafiando Reigns e uma equipe de sua escolha para uma luta WarGames no Survivor Series: WarGames. Sikoa então apresentou Zayn como o quinto membro de sua equipe, mas Zayn atacou Sikoa, com Reigns reconhecendo Zayn e oficialmente reunindo a Bloodline original de Reigns, The Usos e Zayn. Foi então anunciado que a Bloodline original enfrentaria a nova Bloodline em uma luta de WarGames no evento, com um quinto membro para cada equipe a ser determinado. No episódio de 15 de novembro do SmackDown, a Bloodline de Sikoa recrutou Bronson Reed do Raw, enquanto na semana seguinte, Heyman retornou e revelou seu antigo cliente, CM Punk, do Raw, como o quinto membro original da Bloodline. No episódio de 29 de novembro do SmackDown, Punk explicou que se juntou à equipe de Reigns para se vingar do que a Bloodline de Sikoa fez a Heyman e que Heyman lhe devia um favor por concordar com a luta. Mais tarde naquela noite, Fatu derrotou Jey para ganhar a vantagem do WarGames.
No SummerSlam, Gunther derrotou Damian Priest para conquistar o Campeonato Mundial dos Pesos Pesados. Três meses depois, no episódio de 4 de novembro do Raw, Priest venceu uma luta fatal four-way para garantir uma revanche pelo título, que foi confirmada para o Survivor Series: WarGames.
No evento Bad Blood, Liv Morgan defendeu o Campeonato Mundial Feminino do Raw contra Rhea Ripley, mas Ripley venceu por desqualificação após ser atacada por Raquel Rodriguez, que fez o seu retorno naquela noite. Como resultado, Morgan manteve o título, já que os campeonatos não mudam de mãos por desqualificação ou contagem de 10, a menos que seja estipulado. Rodriguez, então, se tornou membro do The Judgment Day junto com Morgan. No episódio de 29 de outubro do NXT, Ripley foi brutalmente atacada por Morgan e Rodriguez no estacionamento do WWE Performance Center, sofrendo uma lesão no osso orbital, o que a tirou de ação por tempo indeterminado. No Crown Jewel, em 2 de novembro, Morgan derrotou a campeã feminina da WWE do SmackDown, Nia Jax, para conquistar o inaugural Campeonato Feminino do Crown Jewel após interferência de Rodriguez e "Dirty" Dominik Mysterio. No episódio seguinte do Raw, Morgan, Rodriguez e Mysterio celebraram a vitória antes de serem interrompidos pelas campeãs de duplas femininas da WWE, Bianca Belair e Jade Cargill, resultando em uma briga entre as duas equipes. Mais tarde naquela noite, uma battle royal ocorreu para determinar a próxima desafiante de Morgan, durante a qual Morgan e Rodriguez eliminaram Belair e Cargill, embora não estivessem envolvidas na luta, com a vitória sendo de Iyo Sky. Belair e Cargill, então, derrotaram Morgan e Rodriguez no episódio seguinte para reter seus títulos. Na sexta-feira seguinte no SmackDown, Morgan e Rodriguez atacaram Belair e Cargill nos bastidores durante a defesa de título de Jax contra Naomi, que acabou vencendo após interferência de suas aliadas, Tiffany Stratton e Candice LeRae. No episódio seguinte do Raw, o time de Belair, Cargill, Naomi e Sky confrontou o time de Morgan, Rodriguez, Jax, Stratton e LeRae antes de Ripley fazer um retorno surpresa como a quinta integrante do time de Belair. Ripley declarou WarGames e as duas equipes brigaram, com uma luta WarGames sendo posteriormente agendada para o Survivor Series: WarGames. Durante o episódio de 22 de novembro do SmackDown, Cargill foi atacada nos bastidores por um agressor desconhecido, tirando-a de ação por tempo indeterminado. Três dias depois, no Raw, Belair derrotou Jax após a interferência de Bayley, garantindo a vantagem para o WarGames. Bayley foi então adicionada à equipe de Belair como substituta de Cargill.
No episódio de 18 de novembro do Raw, Bron Breakker defendeu o Campeonato Intercontinental contra Sheamus. Durante a luta, Ludwig Kaiser, do Imperium, que vinha envolvido em uma rivalidade com Sheamus nos últimos meses, atacou Breakker, o que resultou em uma vitória por desqualificação para Breakker, mantendo o título. No episódio de 25 de novembro, Breakker enfrentou Kaiser em uma luta sem o título em jogo, que terminou com uma vitória por desqualificação para Kaiser, após Sheamus atacá-lo. Uma briga generalizada então começou entre os três homens. O gerente geral do Raw, Adam Pearce, marcou então uma luta válida pelo título entre Breakker, Sheamus e Kaiser em uma luta triple threat no Survivor Series: WarGames.
No episódio de 15 de novembro do SmackDown, após LA Knight ter defendido com sucesso o Campeonato dos Estados Unidos, ele foi brutalmente atacado por Shinsuke Nakamura, que fez o seu retorno. Nakamura atacou Knight novamente na semana seguinte, após outra defesa bem-sucedida do título. No episódio de 25 de novembro do Raw, foi anunciado que Knight defenderia o título contra Nakamura no Survivor Series: WarGames.

## Evento
| Papel:                    | Nome:             |
| ------------------------- | ----------------- |
| Comentaristas em inglês   | Michael Cole      |
| Comentaristas em inglês   | Corey Graves      |
| Comentaristas em espanhol | Marcelo Rodríguez |
| Comentaristas em espanhol | Jerry Soto        |
| Anunciadora de ringue     | Alicia Taylor     |
| Árbitros                  | Shawn Bennett     |
| Árbitros                  | Daphanie LaShaunn |
| Árbitros                  | Eddie Orengo      |
| Árbitros                  | Charles Robinson  |
| Árbitros                  | Ryan Tran         |
| Árbitros                  | Rod Zapata        |
| Entrevistadores           | Cathy Kelley      |
| Painel do pré-show        | Jackie Redmond    |
| Painel do pré-show        | Wade Barrett      |
| Painel do pré-show        | Big E             |
| Painel do pré-show        | Peter Rosenberg   |

### Lutas preliminares
A primeira luta foi a WarGames feminina em que a equipe de Rhea Ripley, Bianca Belair, Iyo Sky, Naomi e Bayley enfrentou a equipe do The Judgment Day (Liv Morgan e Raquel Rodriguez), Nia Jax, Tiffany Stratton e Candice LeRae. A luta terminou quando Ripley derrotou Morgan após um Riptide da terceira corda através de uma mesa.
Na segunda luta, LA Knight defendeu o Campeonato dos Estados Unidos do SmackDown contra Shinsuke Nakamura. Este último venceu depois que alguns Kinshasas derrotaram Knight, ganhando o título dos Estados Unidos pela terceira vez.

## Resultados
| Nº                                          | Resultados | Estipulações                                               | Tempo |
| ------------------------------------------- | --- | ---------------------------------------------------------- | ----- |
| 1                                           | Rhea Ripley, Bianca Belair, Naomi, Iyo Sky e Bayley derrotaram The Judgment Day (Liv Morgan e Raquel Rodriguez), Nia Jax, Tiffany Stratton e Candice LeRae | Luta WarGames feminina                                     | 38:10 |
| 2                                           | Shinsuke Nakamura derrotou LA Knight (c) | Luta individual pelo Campeonato dos Estados Unidos da WWE  | 9:45  |
| 3                                           | Bron Breakker (c) derrotou Sheamus e Ludwig Kaiser | Luta triple threat pelo Campeonato Intercontinental da WWE | 14:25 |
| 4                                           | Gunther (c) derrotou Damian Priest | Luta individual pelo Campeonato Mundial dos Pesos Pesados  | 19:20 |
| 5                                           | Roman Reigns, The Usos (Jey Uso e Jimmy Uso), Sami Zayn e CM Punk derrotaram The Bloodline (Solo Sikoa, Jacob Fatu, Tama Tonga e Tonga Loa) e Bronson Reed | Luta WarGames masculina                                    | 41:55 |
| (c) – Refere-se aos campeões antes da luta. | |                                                            |       |